# Bourseul
Bourseul (tiếng Breton: Boursaout, Gallo: Bórsoeut) là một xã của tỉnh Côtes-d’Armor, thuộc vùng Bretagne, tây bắc Pháp.

## Dân số
Người dân ở Bourseul được gọi là Bourseulais.